# 安岭镇
安岭镇，是中华人民共和国河南省周口市淮阳区下辖的一个乡镇级行政单位。

## 行政区划
安岭镇下辖以下地区：
安岭村、陈楼村、张庄村、闫楼村、杨集村、李庄村、绪寨村、梅墩村、徐楼村、三官庙村、杰针园村、大朱楼村、丁小楼村、小闫村、刘坊店村、界牌口村、刘庄村、刘屯村、垮陈村、湾张村、程楼村、庙西张村、大冯村、柏树坟村、均李村、程小庙村、周楼村、任庄村、刘桥村、薛孟庄村、小王庄村、大靳楼村、观音堂村和双楼村。